# Gonocephalum humeridens occidentale
Gonocephalum humeridens occidentale es una subespecie de escarabajo del género Gonocephalum, tribu Opatrini, familia Tenebrionidae. Fue descrita científicamente por Ardoin en 1965.

## Descripción
Mide 11 milímetros de longitud.

## Distribución
Se distribuye por Mauritania, Malí, Níger y Senegal.